# Провінція Кай
Провінція Кай (яп. 甲斐国 — кай но куні, "країна Кай; 甲州 — косю, «провінція Вакаса») — історична провінція Японії у регіоні Тюбу у центрі острова Хонсю. Відповідає сучасній префектурі Яманасі.

## Короткі відомості
Провінція Кай була утворена у 7 столітті. Її адміністративний центр знаходився у сучасному місті Фуефукі.
Починаючи від 13 століття провінція Кай належала роду Такеда, відгалуженню родини Мінамото. У 16 столітті на базі земель провінції було утворено «державу Такеда» під проводом Такеди Сінґена. Однак після смерті останнього, Кай була завойована Одою Нобунаґою у 1582 році, а згодом перейшла до Токуґави Ієясу.
У період Едо (1603—1867) землі провінції перебували під контролем роду сьоґунів — родини Токуґава.
У результаті адміністративної реформи 1871 року, провінція Кай була перетворена у префектуру Яманасі.

## Повіти провінції Кай
- Кома 巨摩郡
- Цуру 都留郡
- Яманасі 山梨郡
- Ясіро 八代郡